# مختبر مداري مأهول
المختبر المداري المأهول (بالإنجليزية: Manned Orbitting Laboratory)، ويُختصر إلى مول (MOL)، ويُعرف أيضًا باسم «كيه إتش 10 دوريان»، وكان مركبةً فضائيةً لم تُحلق أبدًا، وهو جزء من برنامج رحلات الفضاء البشرية الخاص بالقوات الجوية الأمريكية، وكان خليفةً للمشروع الملغي للطائرة الفضائية العسكرية للاستطلاع، بوينغ إكس-20 داينا-سور. طُور المشروع من التصورات الأولى الخاصة بالقوات الجوية الأمريكية (USAF) ووكالة ناسا للمحطات الفضائية المأهولة بغرض استخدامها في عمليات الاستطلاع. تطور مول ليصبح مختبرًا ذا استعمال واحد، وكان سيُطلق طاقم هذا المختبر في بعثات، مدة كل منها 40 يومًا، ليعودوا إلى الأرض على متن مركبة جمناي بي الفضائية، المُشتقة من مركبة جمناي الفضائية التابعة لوكالة ناسا.
أُعلن برنامج مول للعامة يوم العاشر من ديسمبر عام 1963 باعتباره منصةً مسكونةً توفر إمكانية وضع البشر في الفضاء للبعثات العسكرية. علم رواد الفضاء المختارون لهذا البرنامج بمهام الاستطلاع الخاصة به. كانت شركة طائرات ماكدونل المقاول الرئيسي لتصنيع المركبة الفضائية الخاصة بالبرنامج؛ وشُيد المختبر بواسطة شركة طائرات دوغلاس. كانت مركبة جمناي بي الفضائية شبيهةً من الخارج بمركبة جمناي الفضائية التابعة لوكالة ناسا، ولكن أُجريت عليها عدة تعديلات، بما يشمل إضافة باب دائري صغير عبر درع المركبة الحراري، ليخلق ممرًا بين المركبة الفضائية والمختبر. طُور مجمع الإطلاق الفضائي رقم 6 في قاعدة فاندنبرغ الجوية ليسمح بعمليات الإطلاق إلى المدارات القطبية.
تنافس مشروع مول مع حرب فيتنام على التمويل، وعانى من تخفيضات في الميزانية، والتي أدت إلى تأجيل موعد أول رحلة تشغيلية للمشروع عدة مرات. أُطلقت رحلة اختبارية واحدة وغير مأهولة يوم 3 نوفمبر عام 1966. أُلغي البرنامج في يونيو عام 1969، بعد بيان أن أقمار الاستطلاع الاصطناعية كانت أكثر فاعلية من ناحية التكلفة.

## خلفية
اهتمت القوات الجوية الأمريكية بعمليات الاستطلاع من الفضاء بشكل خاص، عندما كانت الحرب الباردة في أوجها بمنتصف خمسينيات القرن العشرين، تمامًا مثل الاهتمام الشديد بقدرات الاتحاد السوفيتي الصناعية والعسكرية. وفي يوليو عام 1957، وقبل أن يطير أي شخص إلى الفضاء، نشر مركز رايت للتطوير الجوي، التابع للقوات الجوية الأمريكية، دراسةً حول استخدام المركبات الفضائية التي يمكن تطويرها لمحطات فضائية مُجهزة بتلسكوبات وأجهزة رصد أخرى. بدأت القوات الجوية الأمريكية برنامجًا للأقمار الاصطناعية بالفعل في عام 1956، وسُمي «دبليو إس-117 إل». يتكون هذا البرنامج من ثلاثة مكونات: ساموس، وهو قمر اصطناعي للتجسس؛ دسيكفرر، وهو برنامج تجريبي لتطوير التقنيات؛ وميداس، وهو نظام للإنذار المبكر.
أحدث نجاح الاتحاد السوفيتي في إطلاق سبوتنك-1، أول قمر اصطناعي، يوم 4 أكتوبر عام 1957، صدمةً كبيرةً للشعب الأمريكي، الذي كان يفترض تفوق الولايات المتحدة في المجال التقني، وأثارت هذه الصدمة البحث عن المبادرات التي ستواجه آثارها النفسية على الشعب. كان هناك جانبًا إيجابيًا لأزمة سبوتنك: لم تعترض أي حكومة على طيران سبوتنك فوق أراضيها، وبالتالي كان هذا اعترافًا ضمنيًا بشرعية الأقمار الاصطناعية. وعلى الرغم من الفارق الكبير الذي كان بين قمر سبوتنك المسالم وأقمار التجسس الاصطناعية، جعل هذا اعتراض الاتحاد السوفيتي على أحد هذه الأقمار الخاصة بالتجسس أكثر صعوبةً. 
وبدايةً منذ عام 1956، نفذت الولايات المتحدة رحلات سريةً فوق الاتحاد السوفيتي بواسطة طائرة التجسس لوكهيد يو-2. قدمت رحلات يو-2، التي بلغت 24 رحلةً، صورًا تغطي نحو 15% من الدولة السوفيتية بدقة قصوى بلغت 0.61 متر قبل إسقاط الطائرة في عام 1960 بواسطة الاتحاد السوفيتي لينتهي البرنامج بشكل مفاجئ. وترك هذا فجوةً بقدرات التجسس الأمريكية، وكانت تأمل الولايات المتحدة أن تستخدم أقمار التجسس الاصطناعية في سد هذه الفجوة. وفي فبراير عام 1958، وفي أعقاب قمر سبوتنك، أمر الرئيس الأمريكي دوايت دي. أيزنهاور القوات الجوية الأمريكية بالعمل على مشروع ديسكفرر، والمعروف أيضًا باسم كورونا، بأقصى سرعة ممكنة باعتباره مشروعًا مشتركًا مؤقتًا بين وكالة المخابرات المركزية (CIA) والقوات الجوية الأمريكية. 
قرر أيزنهاور، في يوم 18 أغسطس عام 1958، تكليف الإدارة الوطنية للملاحة الجوية والفضاء (ناسا) بأغلب أشكال رحلات الفضاء البشرية. نقل نائب وزير الدفاع الأمريكي، دونالد إيه. كوارلز، الميزانية التي كانت قد خُصصت لمشاريع الفضاء الخاصة بالقوات الجوية الأمريكية، والتي بلغت 53.8 دولار أمريكي، ما يعادل 367 مليون دولار في عام 2019، إلى وكالة ناسا، بما يشمل برنامج «رجل في الفضاء قريبًا». وترك هذا الإجراء عدد صغير من البرامج الفضائية، ذات التأثير العسكري المباشر، للقوات الجوية الأمريكية. وكان أحدها طائرةً صاروخية الدفع، ذات أجنحة من النوع دلتا، والتي سُميت بوينغ إكس-20 داينا-سور. ظلت القوات الجوية الأمريكية مهتمةً بالفضاء، وفي مارس عام 1959، طلب رئيس أركان القوات الجوية الأمريكية، الفريق أول توماس دي. وايت، من مدير تخطيط عمليات التطوير بالقوات الجوية الأمريكية تجهيز خطة طويلة المدى لبرنامج فضائي خاص بالقوات الجوية الأمريكية. وكان أحد المشاريع المحددة في الوثيقة الناتجة لهذا الطلب هو «المختبر المداري المأهول».

## الرحلة الاختبارية
أُطلقت رحلة مول الاختبارية «أو بي إس 0855» من مجمع الإطلاق الفضائي رقم 40 بمحطة كيب كانافيرال الجوية يوم 3 نوفمبر عام 1966 في الساعة 13:50:42، حسب التوقيت العالمي المنسق، على متن الصاروخ تيتان 3 سي-9. تكونت الرحلة من مجسم لمختبر مول بُني من خزان المادة الدافعة للصاروخ تيتان 2، وكبسولة مُجددة من مهمة جمناي 2 باعتبارها نموذجًا أوليًا لمركبة جمناي بي الفضائية. وكانت هذه الرحلة المرة الأولى التي تطير فيها مركبة فضائية أمريكية، خُطط لاستخدامها في رحلات الفضاء البشرية، إلى الفضاء مرتين، ولو أنها كانت غير مأهولة. احتوى المجسم المحاكي لهذا المختبر على 11 جهازًا علميًا. 
استمر مختبر مول في طريقه إلى المدار، بعد انفصال النموذج الأولي لجمناي بي لإعادة دخول الغلاف الجوي في رحلة دون مدارية، وأطلق المختبر ثلاثة أقمار اصطناعية في المدار. اختُبر الباب المُنشأ في الدرع الحراري لمركبة جمناي، والذي أُنشئ بغرض الوصول إلى مختبر مول خلال العمليات المأهولة، في أثناء عملية إعادة دخول الغلاف الجوي للكبسولة. استُعيدت كبسولة جمناي بالقرب من جزيرة أسينشين في جنوب المحيط الأطلسي، بواسطة سفينة لا سال الأمريكية، بعد رحلة جوية استغرقت 33 دقيقةً. 

## ردود الأفعال السوفيتية
كانت هناك مخاوف حول الطريقة التي سينظر بها المجتمع الدولي إلى مختبر مول، مع اقتراب انعقاد لجنة الأمم الثماني عشرة لنزع السلاح في عام 1966. أصرت الولايات المتحدة على أن مختبر مول كان يتماشى مع قرار الجمعية العامة للأمم المتحدة، الصادر يوم 17 أكتوبر عام 1963، والذي يقضي بأن استكشاف واستخدام الفضاء الخارجي يجب أن يكون لغرض تحسين البشرية فقط. اقترحت وزارة الخارجية الأمريكية، للتخفيف من مخاوف الاتحاد السوفيتي بإمكانية حمل مختبر مول للأسلحة النووية، أنها ستسمح للمسؤولين السوفييت بفحص المختبر بأنفسهم قبل الإطلاق، ولكن هارولد براون، مدير أبحاث وهندسة الدفاع، عارض هذا الاقتراح لأسباب أمنية.
أمر الاتحاد السوفيتي بتطوير محطته الفضائية العسكرية الخاصة، ألماز. طارت ثلاث محطات فضائية من نوع ألماز باعتبارها محطات فضائيةً ببرنامج ساليوت، وطور البرنامج أيضًا إضافةً عسكريةً استُخدمت على محطتي ساليوت 6 وساليوت 7 الفضائيتين. 